# Erateina tryphosa
Erateina tryphosa är en fjärilsart som beskrevs av Druce 1892. Erateina tryphosa ingår i släktet Erateina och familjen mätare. Inga underarter finns listade i Catalogue of Life.